# Dolichoderus feae
Dolichoderus feae é uma espécie de formiga do gênero Dolichoderus.